# Höglandets räddningstjänstförbund

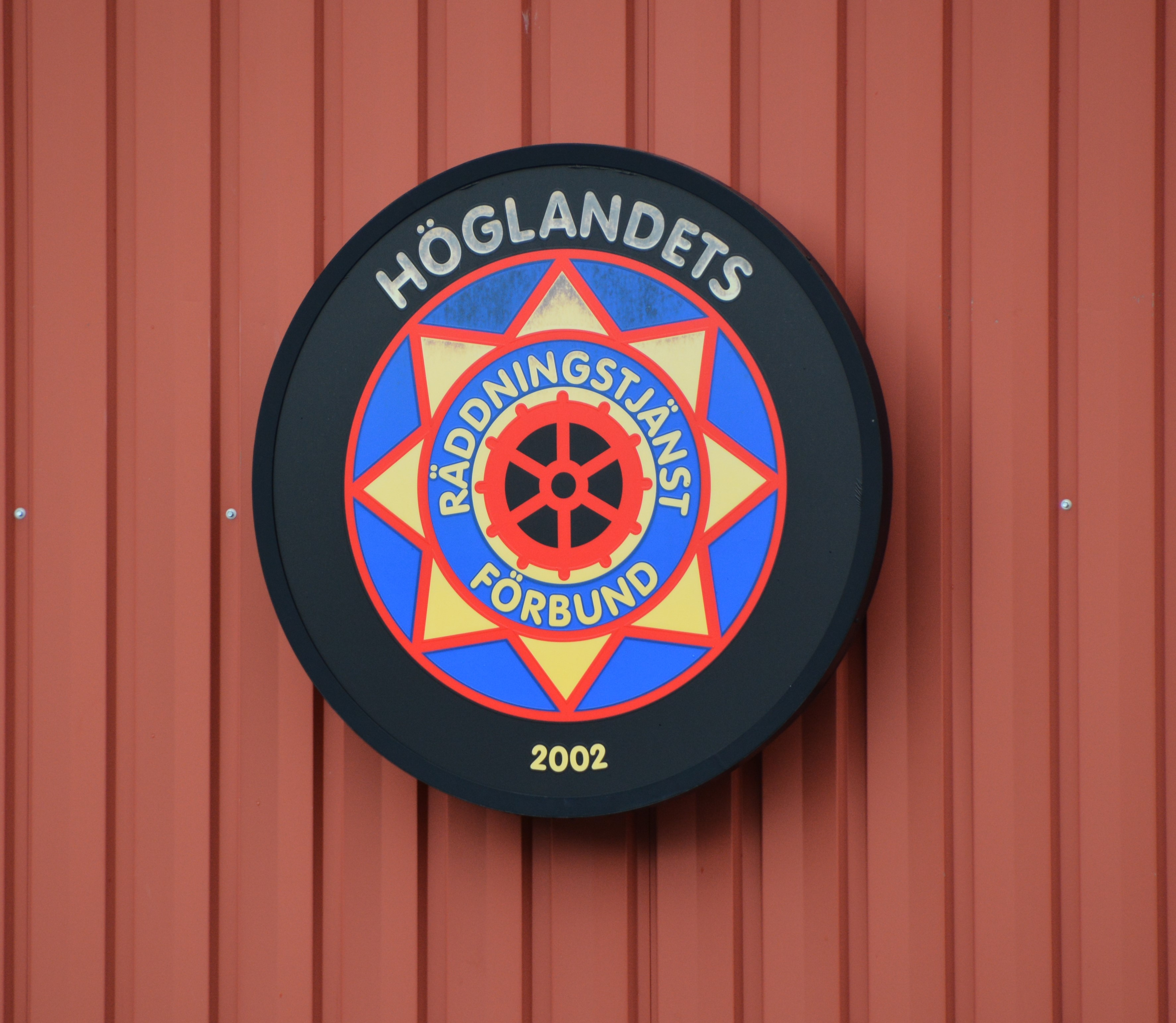
Skylt på Kvillsfors räddningsstation

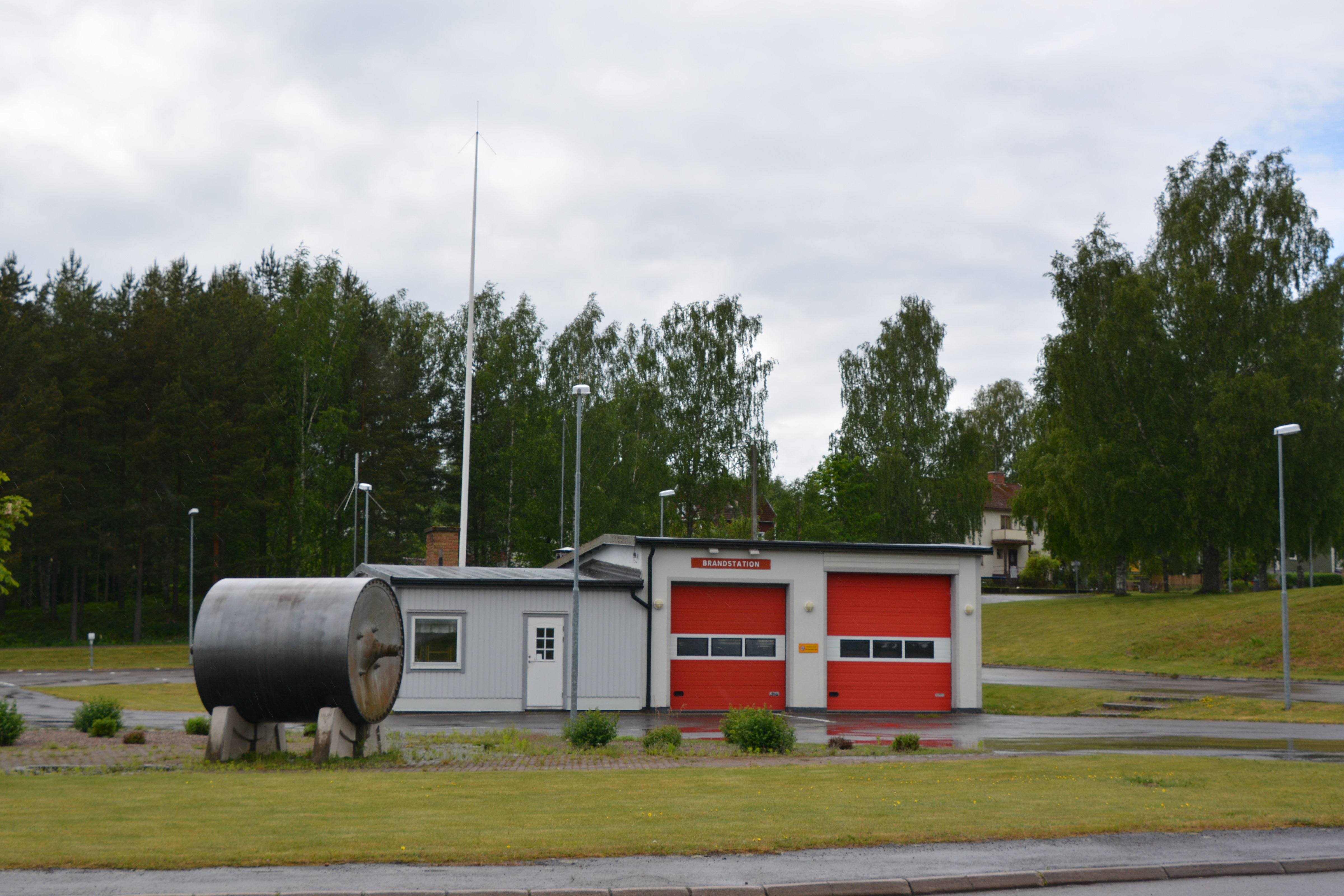
Pauliströms räddningsstation

Höglandets räddningstjänstförbund är ett kommunalförbund som bildades 2002, bestående av Nässjö kommun och Vetlanda kommun. Uppgiften är att ombesörja räddningstjänsten inom de två medlemskommunerna.
Höglandets räddningstjänstförbund har personal stationerad på tio platser. I personalen ingår 40 heltidsanställda brandmän och 131 deltidsbrandmän. 